# Valdurenque
Valdurenque est une commune française située dans le sud du département du Tarn, en région Occitanie. Sur le plan historique et culturel, la commune est dans le Castrais, un territoire essentiellement agricole, entre la rive droite de l'Agout au sud et son affluent, le Dadou, au nord.
Exposée à un climat océanique altéré, elle est drainée par la Durenque et par divers autres petits cours d'eau. La commune possède un patrimoine naturel remarquable : un site Natura 2000 (le « causse de Caucalières et Labruguière ») et trois zones naturelles d'intérêt écologique, faunistique et floristique.
Valdurenque est une commune rurale qui compte 886 habitants en 2022, après avoir connu une forte hausse de la population depuis 1962. Elle fait partie de l'aire d'attraction de Castres. Ses habitants sont appelés les Valdurenquois ou  Valdurenquoises.

## Géographie

### Localisation
La commune de Valdurenque est située dans l'aire urbaine de Castres au sud du département du Tarn, à 7 km au sud-est de Castres.

### Communes limitrophes
Les communes limitrophes sont  Castres, Caucalières, Lagarrigue, Noailhac et Payrin-Augmontel.
|            | Castres     |                  |
| Lagarrigue | Valdurenque | Noailhac         |
|            | Caucalières | Payrin-Augmontel |

### Routes et transports
Valdurenque est traversée par la route départementale 112 qui relie Castres à Mazamet.

### Hydrographie
La commune est dans le bassin de la Garonne, au sein du bassin hydrographique Adour-Garonne. Elle est drainée par la Durenque, le ruisseau de la Vergnole, le ruisseau du Chien et par divers petits cours d'eau, qui constituent un réseau hydrographique de 8 km de longueur totale,.
La Durenque, d'une longueur totale de 31,5 km, prend sa source dans la commune du Bez et s'écoule d'est en ouest. Elle traverse la commune et se jette dans l'Agout à Castres, après avoir traversé 8 communes.

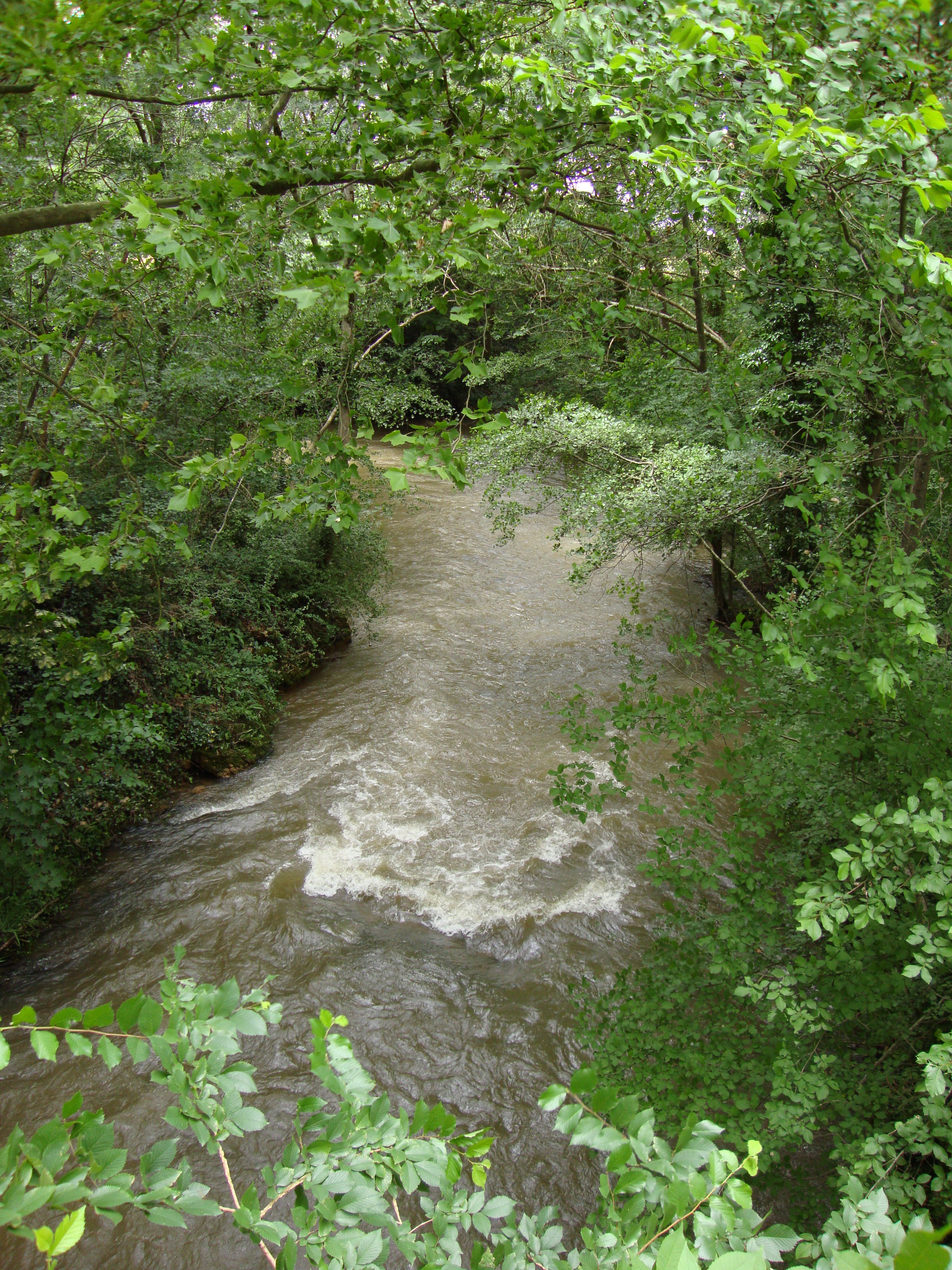
La Durenque à Valdurenque.
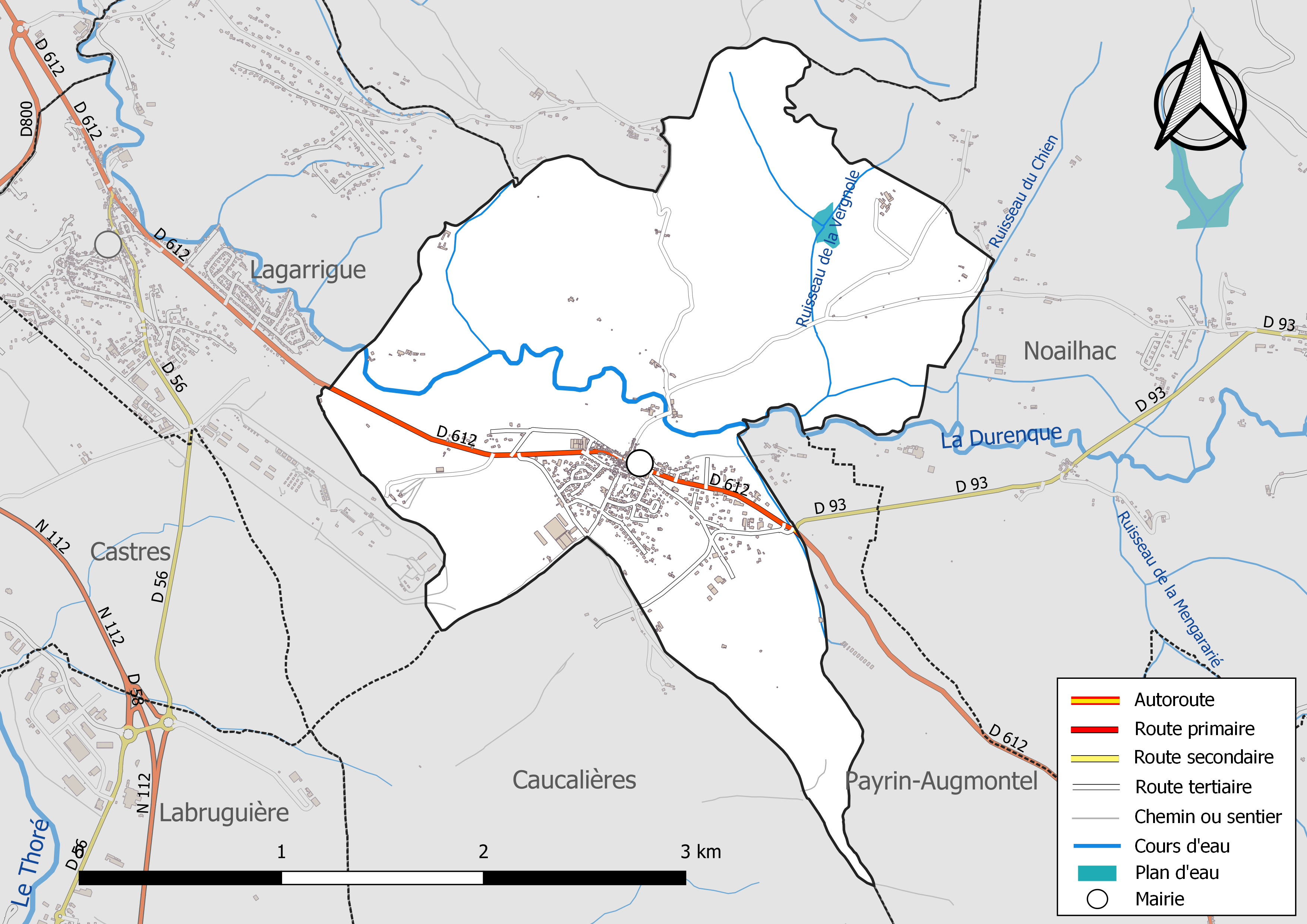
Réseaux hydrographique et routier de Valdurenque.

### Climat
Pour des articles plus généraux, voir Climat de l'Occitanie et Climat du Tarn.
En 2010, le climat de la commune est de type climat du Bassin du Sud-Ouest, selon une étude du Centre national de la recherche scientifique s'appuyant sur une série de données couvrant la période 1971-2000. En 2020, Météo-France publie une typologie des climats de la France métropolitaine dans laquelle la commune est exposée à un climat océanique altéré et est dans la région climatique Aquitaine, Gascogne, caractérisée par une pluviométrie abondante au printemps, modérée en automne, un faible ensoleillement au printemps, un été chaud (19,5 °C), des vents faibles, des brouillards fréquents en automne et en hiver et des orages fréquents en été (15 à 20 jours).
Pour la période 1971-2000, la température annuelle moyenne est de 13 °C, avec une amplitude thermique annuelle de 16,2 °C. Le cumul annuel moyen de précipitations est de 824 mm, avec 9,7 jours de précipitations en janvier et 5,4 jours en juillet. Pour la période 1991-2020, la température moyenne annuelle observée sur la station météorologique de Météo-France la plus proche, « Mazamet », sur la commune de Mazamet à 10 km à vol d'oiseau, est de 11,4 °C et le cumul annuel moyen de précipitations est de 1 179,1 mm. 
La température maximale relevée sur cette station est de 37,8 °C, atteinte le 26 août 2010 ; la température minimale est de −21,5 °C, atteinte le 16 janvier 1985,,.
Les paramètres climatiques de la commune ont été estimés pour le milieu du siècle (2041-2070) selon différents scénarios d'émission de gaz à effet de serre à partir des nouvelles projections climatiques de référence DRIAS-2020. Ils sont consultables sur un site dédié publié par Météo-France en novembre 2022.

### Milieux naturels et biodiversité

#### Réseau Natura 2000

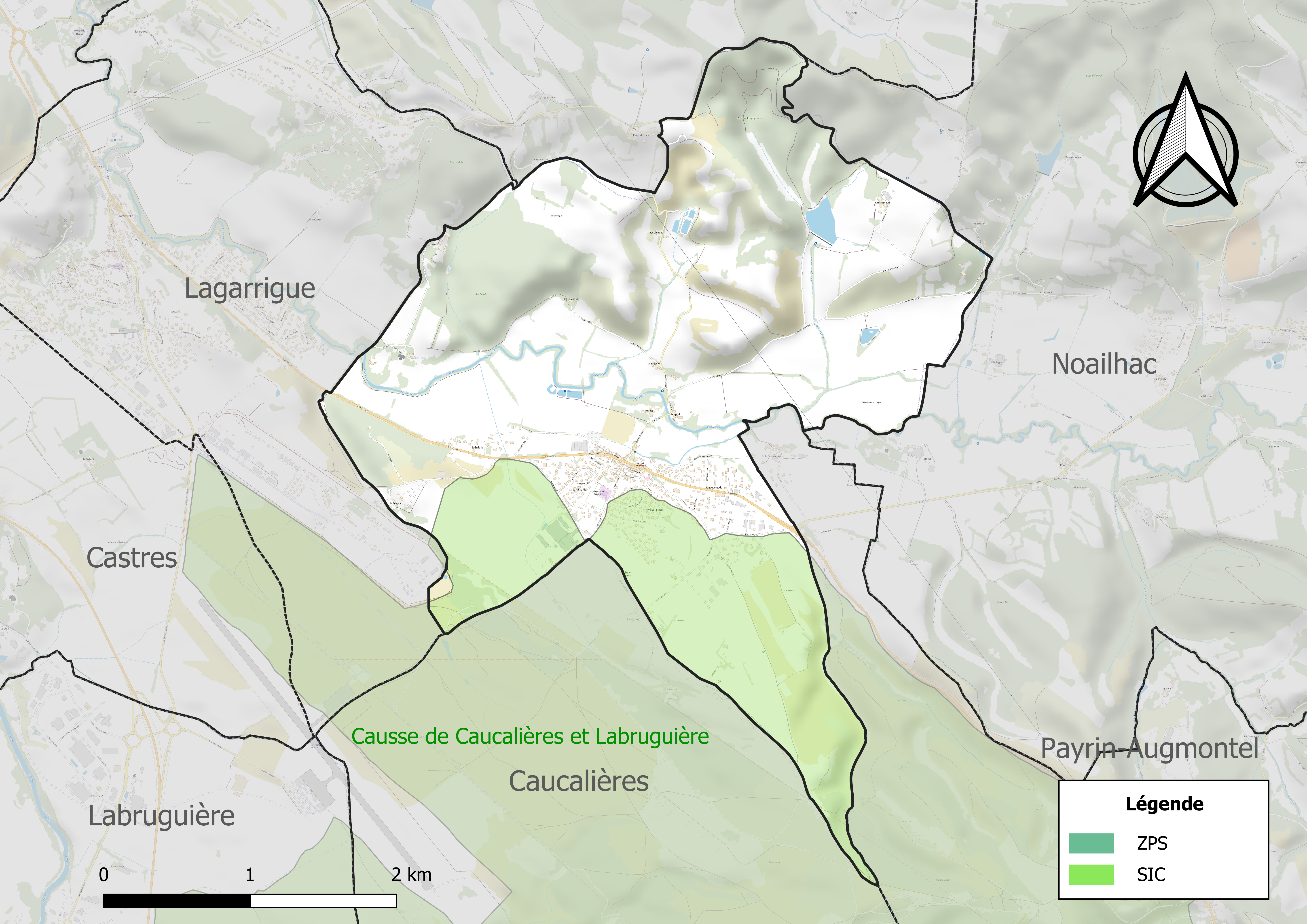
Site Natura 2000 sur le territoire communal.

Le réseau Natura 2000 est un réseau écologique européen de sites naturels d'intérêt écologique élaboré à partir des directives habitats et oiseaux, constitué de zones spéciales de conservation (ZSC) et de zones de protection spéciale (ZPS).
Un site Natura 2000 a été défini sur la commune au titre de la directive habitats : le « causse de Caucalières et Labruguière », d'une superficie de 2 001 ha, un plateau sédimentaire calcaire de plaine (calcaire d'origine lacustre), site exceptionnel pour le Tarn. Il s'agit d'un site à orchidées (de pelouses sèches à humides) tout à fait remarquable. La présence du Lézard ocellé est en outre mentionnée.

#### Zones naturelles d'intérêt écologique, faunistique et floristique

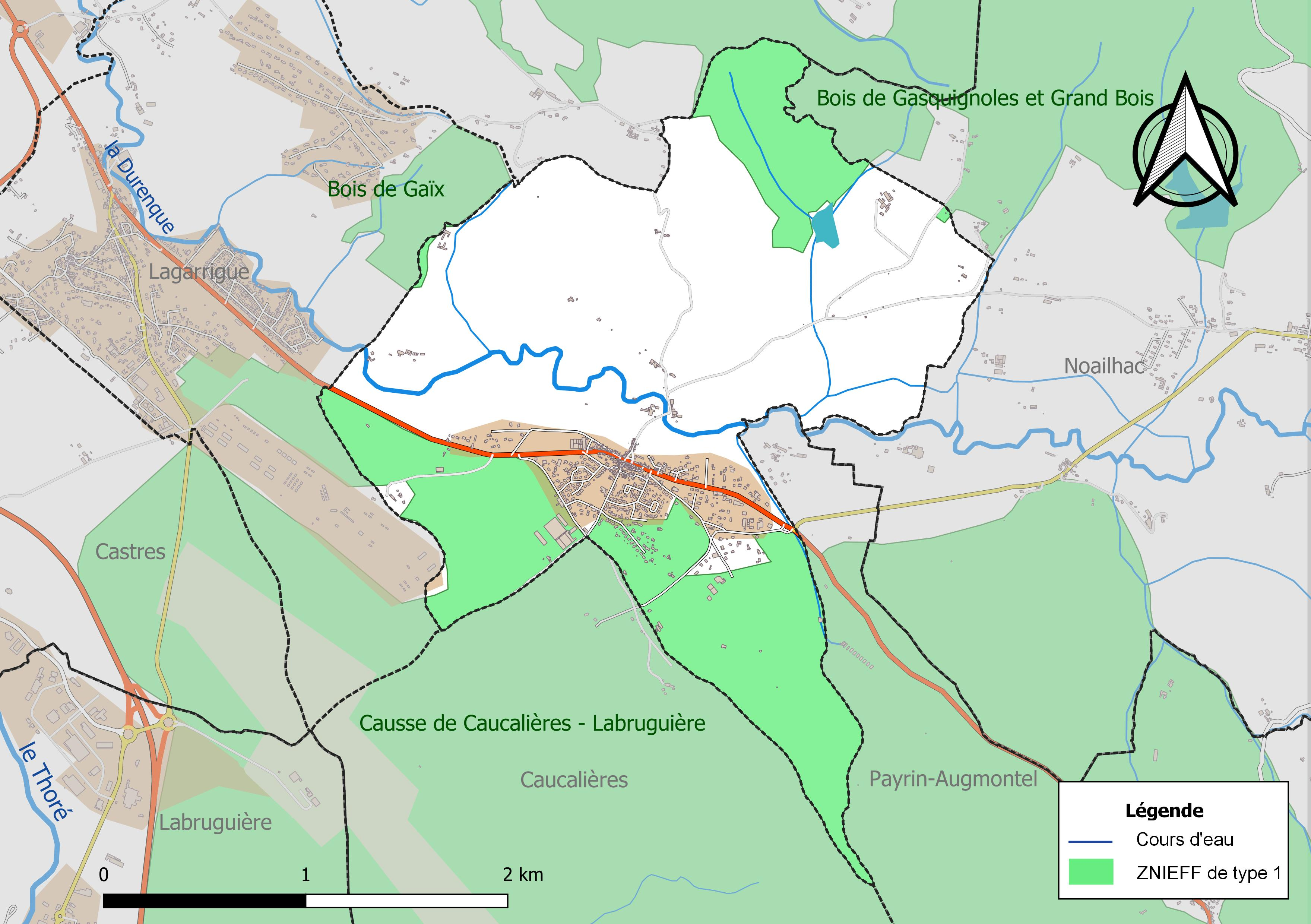
Carte des ZNIEFF de type 1 localisées sur la commune.

L’inventaire des zones naturelles d'intérêt écologique, faunistique et floristique (ZNIEFF) a pour objectif de réaliser une couverture des zones les plus intéressantes sur le plan écologique, essentiellement dans la perspective d’améliorer la connaissance du patrimoine naturel national et de fournir aux différents décideurs un outil d’aide à la prise en compte de l’environnement dans l’aménagement du territoire.
Trois ZNIEFF de type 1 sont recensées sur la commune :
- le « bois de Gaïx » (31 ha), couvrant 3 communes du département[16] ;
- les « bois de Gasquignoles et Grand bois » (570 ha), couvrant 3 communes du département[17] ;
- le « causse de Caucalières - Labruguière » (2 478 ha), couvrant 7 communes du département[18] ;

## Urbanisme

### Typologie
Au 1er janvier 2024, Valdurenque est catégorisée commune rurale à habitat dispersé, selon la nouvelle grille communale de densité à sept niveaux définie par l'Insee en 2022.
Elle est située hors unité urbaine. Par ailleurs la commune fait partie de l'aire d'attraction de Castres, dont elle est une commune de la couronne,. Cette aire, qui regroupe 55 communes, est catégorisée dans les aires de 50 000 à moins de 200 000 habitants,.

### Occupation des sols
L'occupation des sols de la commune, telle qu'elle ressort de la base de données européenne d’occupation biophysique des sols Corine Land Cover (CLC), est marquée par l'importance des territoires agricoles (50,9 % en 2018), en diminution par rapport à 1990 (57,2 %). La répartition détaillée en 2018 est la suivante : 
zones agricoles hétérogènes (37,3 %), milieux à végétation arbustive et/ou herbacée (23 %), forêts (14,4 %), zones urbanisées (11,6 %), terres arables (7,7 %), prairies (5,9 %), zones industrielles ou commerciales et réseaux de communication (0,1 %). L'évolution de l’occupation des sols de la commune et de ses infrastructures peut être observée sur les différentes représentations cartographiques du territoire : la carte de Cassini (XVIIIe siècle), la carte d'état-major (1820-1866) et les cartes ou photos aériennes de l'IGN pour la période actuelle (1950 à aujourd'hui).

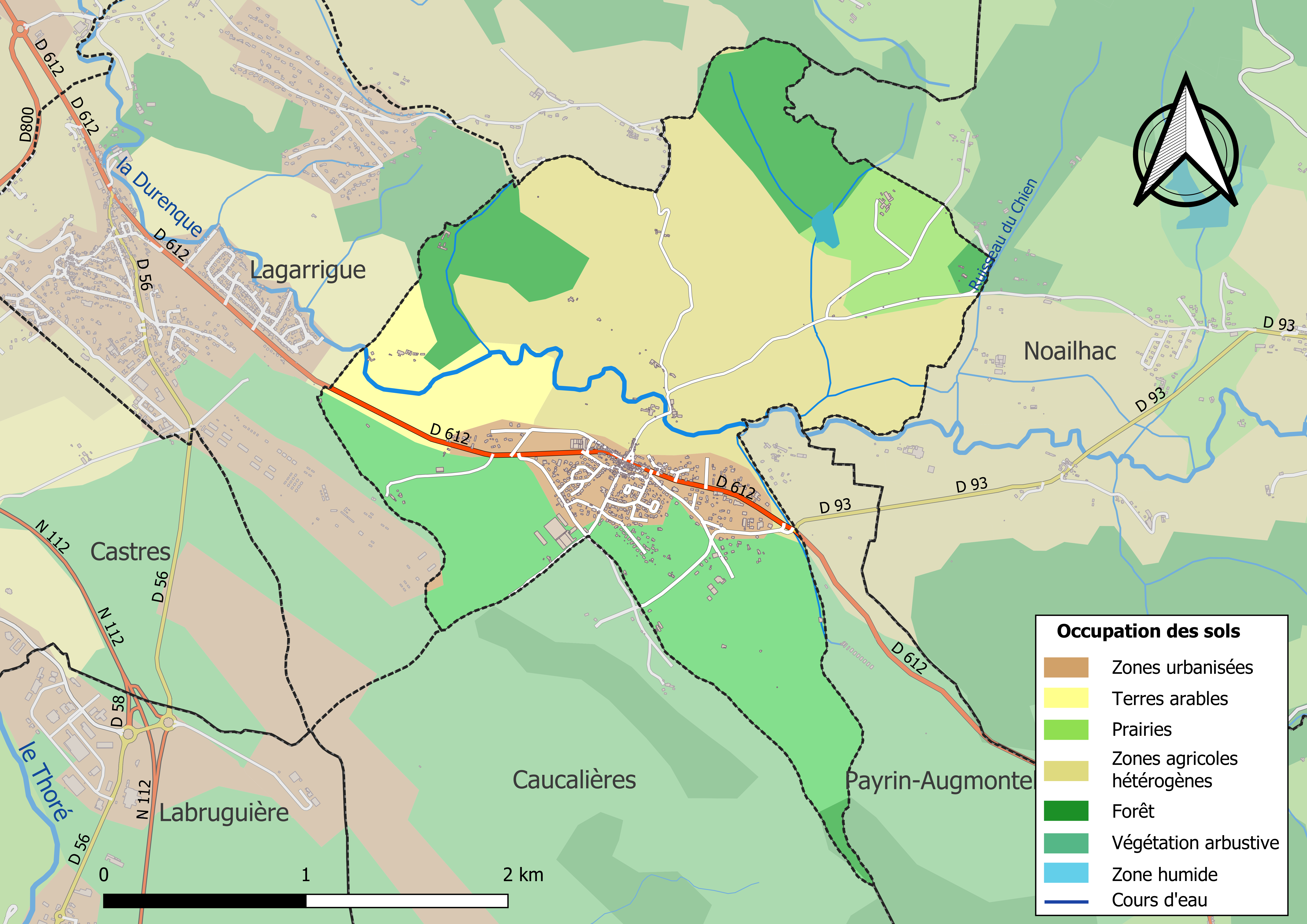
Carte des infrastructures et de l'occupation des sols de la commune en 2018 (CLC).

### Risques majeurs
Le territoire de la commune de Valdurenque est vulnérable à différents aléas naturels : météorologiques (tempête, orage, neige, grand froid, canicule ou sécheresse), inondations, feux de forêts, mouvements de terrains et séisme (sismicité très faible). Il est également exposé à un risque technologique, le transport de matières dangereuses. Un site publié par le BRGM permet d'évaluer simplement et rapidement les risques d'un bien localisé soit par son adresse soit par le numéro de sa parcelle.

#### Risques naturels
Certaines parties du territoire communal sont susceptibles d’être affectées par le risque d’inondation par débordement de cours d'eau, notamment la Durenque. La cartographie des zones inondables en ex-Midi-Pyrénées réalisée dans le cadre du XIe Contrat de plan État-région, visant à informer les citoyens et les décideurs sur le risque d’inondation, est accessible sur le site de la DREAL Occitanie. La commune a été reconnue en état de catastrophe naturelle au titre des dommages causés par les inondations et coulées de boue survenues en 1982, 1992, 1999, 2003, 2018 et 2020,.
Valdurenque est exposée au risque de feu de forêt du fait de la présence sur son territoire . En 2022, il n'existe pas de Plan de Prévention des Risques incendie de forêt (PPRif). Le débroussaillement aux abords des maisons constitue l’une des meilleures protections pour les particuliers contre le feu,.

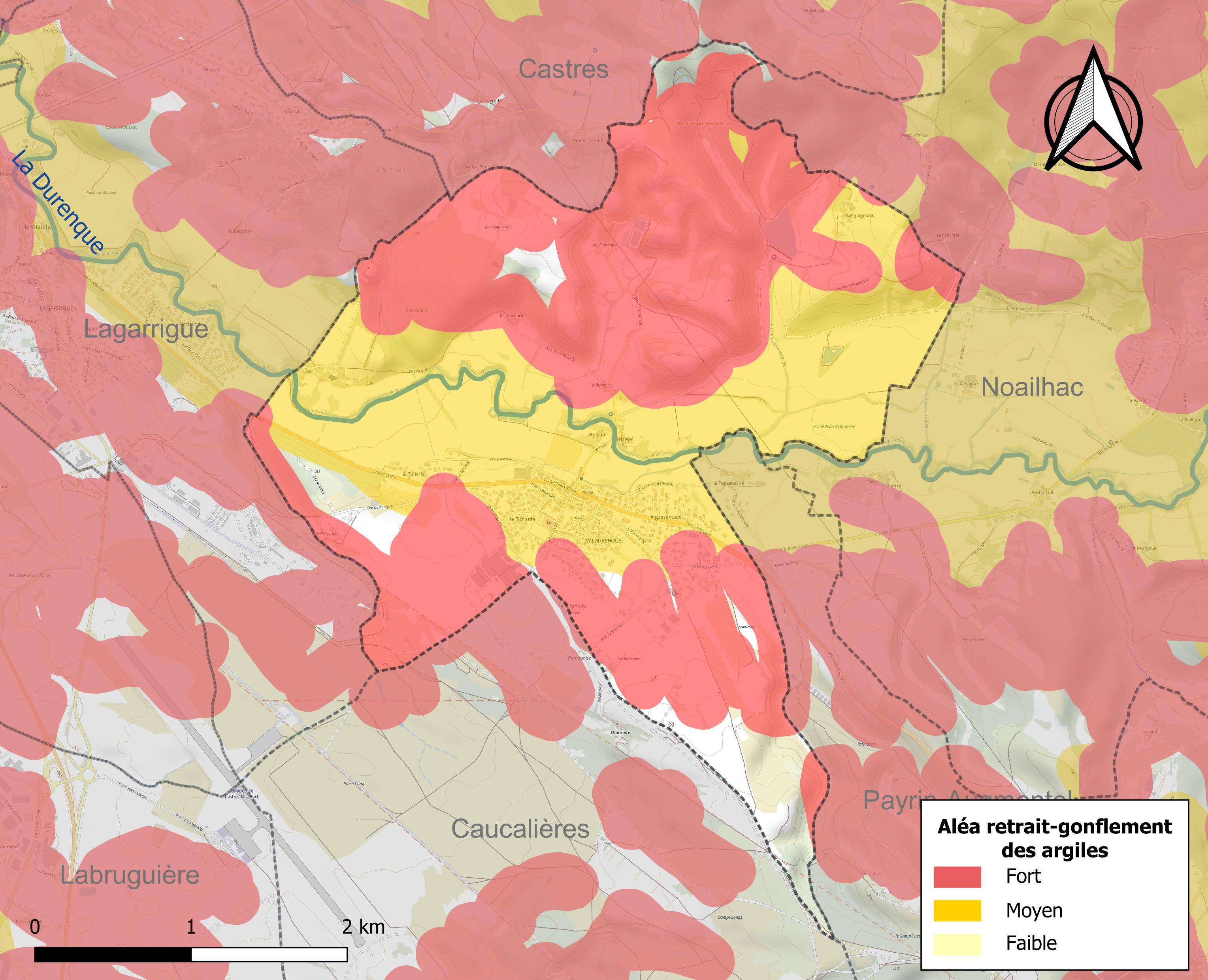
Carte des zones d'aléa retrait-gonflement des sols argileux de Valdurenque.

La commune est vulnérable au risque de mouvements de terrains constitué principalement du retrait-gonflement des sols argileux. Cet aléa est susceptible d'engendrer des dommages importants aux bâtiments en cas d’alternance de périodes de sécheresse et de pluie. 92,2 % de la superficie communale est en aléa moyen ou fort (76,3 % au niveau départemental et 48,5 % au niveau national). Sur les 371 bâtiments dénombrés sur la commune en 2019, 370 sont en aléa moyen ou fort, soit 100 %, à comparer aux 90 % au niveau départemental et 54 % au niveau national. Une cartographie de l'exposition du territoire national au retrait gonflement des sols argileux est disponible sur le site du BRGM,.
Par ailleurs, afin de mieux appréhender le risque d’affaissement de terrain, l'inventaire national des cavités souterraines permet de localiser celles situées sur la commune.

#### Risques technologiques
Le risque de transport de matières dangereuses sur la commune est lié à sa traversée par des infrastructures routières ou ferroviaires importantes ou la présence d'une canalisation de transport d'hydrocarbures. Un accident se produisant sur de telles infrastructures est susceptible d’avoir des effets graves sur les biens, les personnes ou l'environnement, selon la nature du matériau transporté. Des dispositions d’urbanisme peuvent être préconisées en conséquence.

## Toponymie

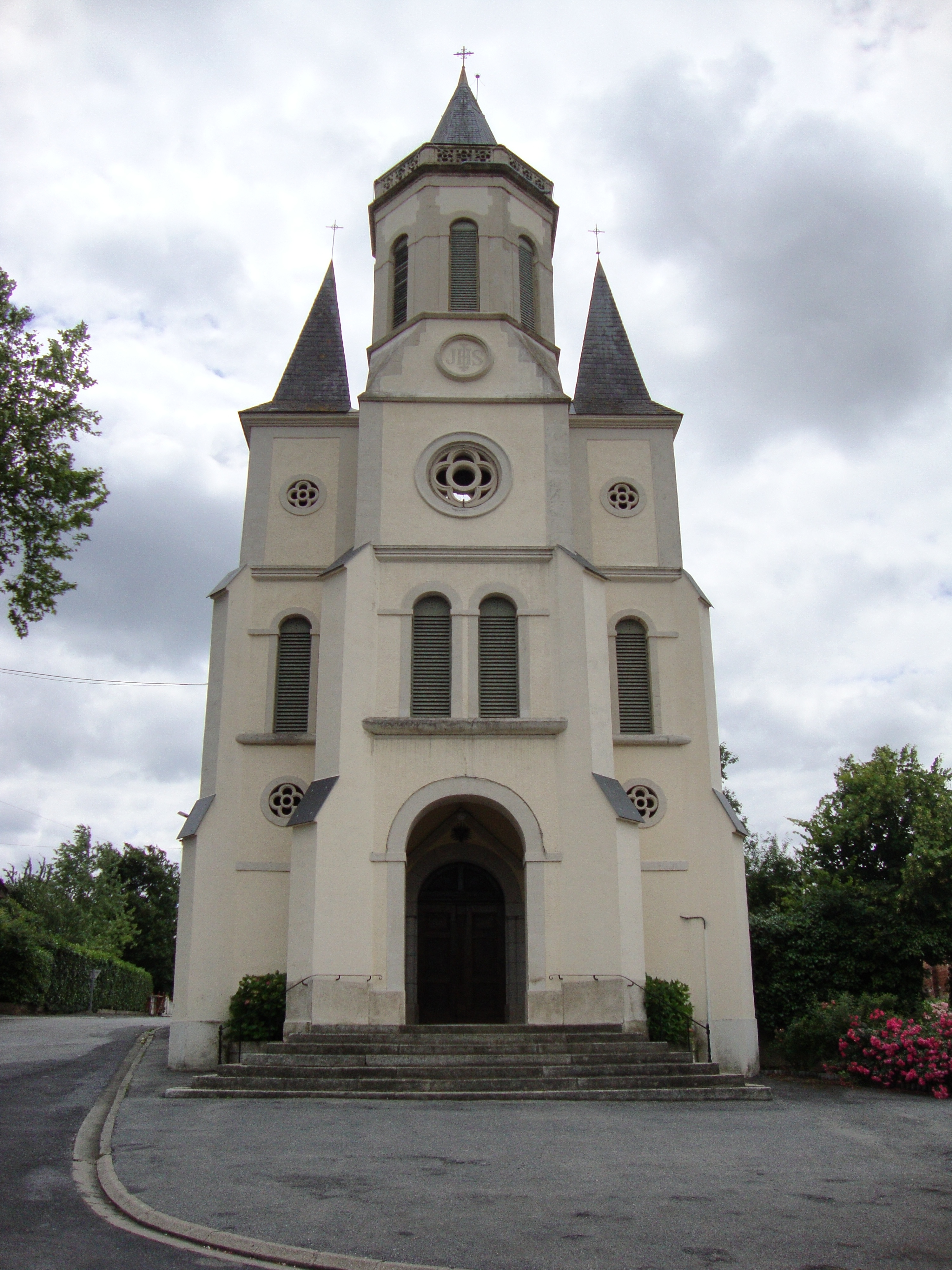
L'église Saint-Louis
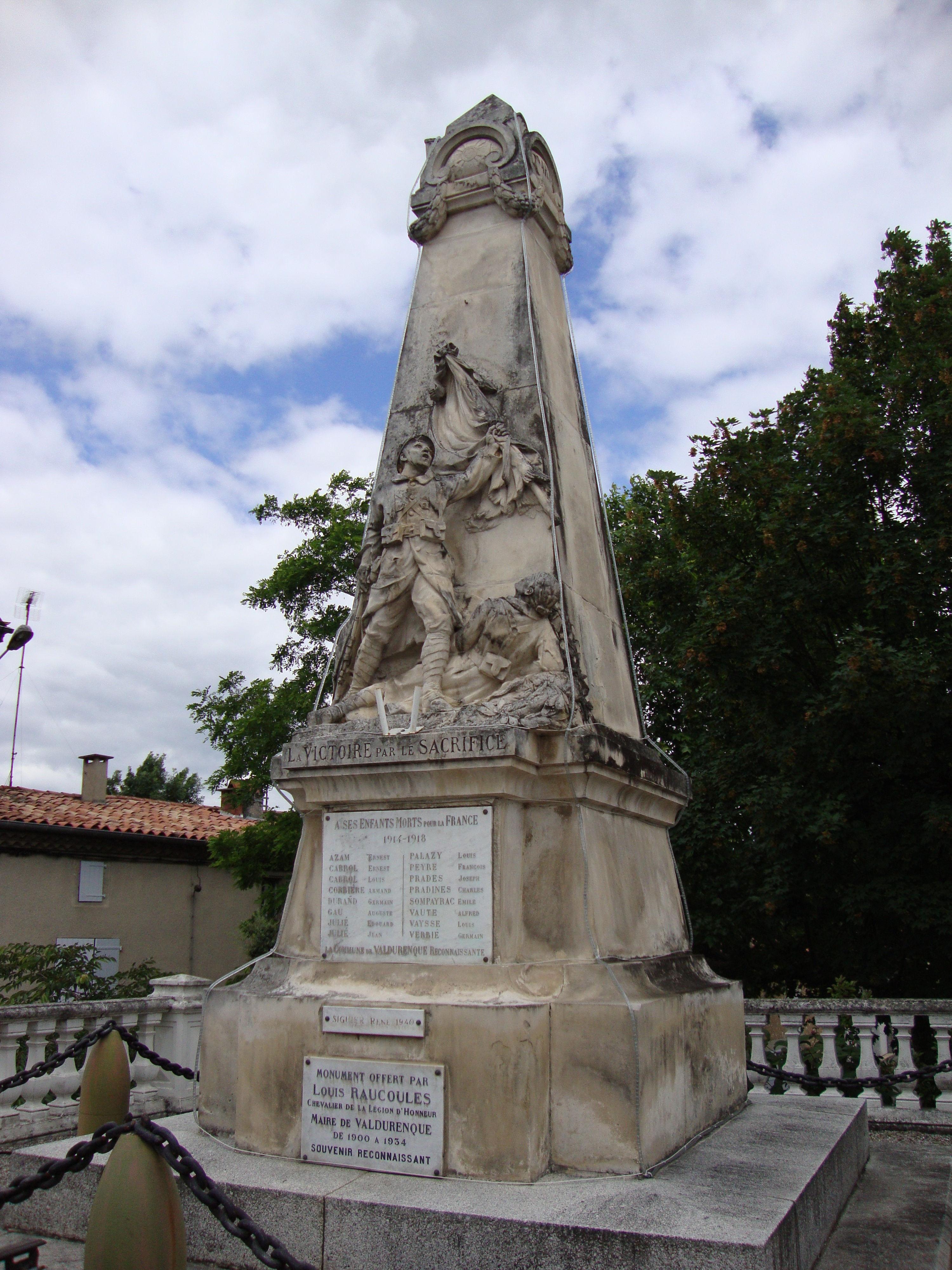
Le monument aux morts.

## Histoire
Valdurenque signifie "vallée de la Durenque" en occitan. Lorsque le nom du village apparaît pour la première fois en 1265, la commune devait déjà exister depuis le XIe siècle. Les terres ont appartenu à la baronnie de Gaïx durant un certain temps et était partagée entre de nombreuses paroisses au XIVe siècle. En 1851, l'église Saint-Louis d'Anjou fut construite au centre du village et devient l'unique église paroissiale de Valdurenque. Elle sera agrandi en 1872. À la suite de cela, la foudre tomba par deux fois sur le clocher : en 1930 et en 1969. Lors de cette dernière date, les dégâts furent négligeables, mais la première fois, la flèche tomba sur les cloches. Il fallut diminuer de 4m la hauteur du clocher, réparer l'ensemble et faire refondre les cloches.
Le pont de Pélapoul, bâti dès 1835 par morceau (manque de moyens) va révolutionner la vie des quelques fermiers habitants les alentours.

### Héraldique
| Valdurenque | Son blasonnement est : D'or au chevron d'azur, accompagné de trois œillets de gueules, tigés de sinople. |

## Politique et administration
| Période                                  | Période  | Identité          | Étiquette | Qualité |
| ---------------------------------------- | -------- | ----------------- | --------- | ------- |
| mars 2001                                | En cours | Jean-Louis Battut |           |         |
| Les données manquantes sont à compléter. |          |                   |           |         |

## Démographie
| 1793 | 1800 | 1806 | 1831 | 1836 | 1841 | 1846 | 1851 | 1856 |
| ---- | ---- | ---- | ---- | ---- | ---- | ---- | ---- | ---- |
| 194  | 214  | 240  | 334  | 329  | 361  | 360  | 395  | 375  |

| 1861 | 1866 | 1872 | 1876 | 1881 | 1886 | 1891 | 1896 | 1901 |
| ---- | ---- | ---- | ---- | ---- | ---- | ---- | ---- | ---- |
| 373  | 398  | 436  | 478  | 483  | 492  | 460  | 441  | 414  |

| 1906 | 1911 | 1921 | 1926 | 1931 | 1936 | 1946 | 1954 | 1962 |
| ---- | ---- | ---- | ---- | ---- | ---- | ---- | ---- | ---- |
| 411  | 334  | 291  | 290  | 302  | 285  | 245  | 318  | 371  |

| 1968 | 1975 | 1982 | 1990 | 1999 | 2004 | 2006 | 2009 | 2014 |
| ---- | ---- | ---- | ---- | ---- | ---- | ---- | ---- | ---- |
| 421  | 494  | 640  | 628  | 700  | 661  | 670  | 812  | 813  |

| 2019 | 2022 | - | - | - | - | - | - | - |
| ---- | ---- | - | - | - | - | - | - | - |
| 857  | 886  | - | - | - | - | - | - | - |

## Économie

### Revenus
En 2018, la commune compte 344 ménages fiscaux, regroupant 847 personnes. La médiane du revenu disponible par unité de consommation est de 20 500 € (20 400 € dans le département).

### Emploi
|                | 2008  | 2013  | 2018  |
| -------------- | ----- | ----- | ----- |
| Commune        | 6,2 % | 6,3 % | 8,7 % |
| Département    | 8,2 % | 9,9 % | 10 %  |
| France entière | 8,3 % | 10 %  | 10 %  |

En 2018, la population âgée de 15 à 64 ans s'élève à 501 personnes, parmi lesquelles on compte 76,6 % d'actifs (67,9 % ayant un emploi et 8,7 % de chômeurs) et 23,4 % d'inactifs,. Depuis 2008, le taux de chômage communal (au sens du recensement) des 15-64 ans est inférieur à celui de la France et du département.
La commune fait partie de la couronne de l'aire d'attraction de Castres, du fait qu'au moins 15 % des actifs travaillent dans le pôle,. Elle compte 172 emplois en 2018, contre 206 en 2013 et 166 en 2008. Le nombre d'actifs ayant un emploi résidant dans la commune est de 344, soit un indicateur de concentration d'emploi de 50 % et un taux d'activité parmi les 15 ans ou plus de 57,6 %.
Sur ces 344 actifs de 15 ans ou plus ayant un emploi, 46 travaillent dans la commune, soit 14 % des habitants. Pour se rendre au travail, 90,5 % des habitants utilisent un véhicule personnel ou de fonction à quatre roues, 0,3 % les transports en commun, 4 % s'y rendent en deux-roues, à vélo ou à pied et 5,2 % n'ont pas besoin de transport (travail au domicile).

### Activités hors agriculture

#### Secteurs d'activités
57 établissements sont implantés  à Valdurenque au 31 décembre 2019. Le tableau ci-dessous en détaille le nombre par secteur d'activité et compare les ratios avec ceux du département,.
| Secteur d'activité                                                                                        | Commune | Commune | Département |
| Secteur d'activité                                                                                        | Nombre  | %       | %           |
| --- | ------- | ------- | ----------- |
| Ensemble                                                                                                  | 57      |         |             |
| Industrie manufacturière, industries extractives et autres                                                | 11      | 19,3 %  | (13 %)      |
| Construction                                                                                              | 11      | 19,3 %  | (12,5 %)    |
| Commerce de gros et de détail, transports, hébergement et restauration                                    | 14      | 24,6 %  | (26,7 %)    |
| Information et communication                                                                              | 1       | 1,8 %   | (2,1 %)     |
| Activités immobilières                                                                                    | 2       | 3,5 %   | (4,2 %)     |
| Activités spécialisées, scientifiques et techniques et activités de services administratifs et de soutien | 9       | 15,8 %  | (13,8 %)    |
| Administration publique, enseignement, santé humaine et action sociale                                    | 4       | 7 %     | (15,5 %)    |
| Autres activités de services                                                                              | 5       | 8,8 %   | (9 %)       |

Le secteur du commerce de gros et de détail, des transports, de l'hébergement et de la restauration est prépondérant sur la commune puisqu'il représente 24,6 % du nombre total d'établissements de la commune (14 sur les 57 entreprises implantées  à Valdurenque), contre 26,7 % au niveau départemental.

#### Entreprises et commerces
Les deux entreprises ayant leur siège social sur le territoire communal qui génèrent le plus de chiffre d'affaires en 2020 sont : 
- Sorgues Energie, production d'électricité (84 k€) ;
- H2B Consulting, autres activités de soutien aux entreprises n.c.a. (45 k€).

Le village dispose de plusieurs commerces et entreprises :
- une boulangerie/pâtisserie et un fromager ;
- un vendeur de pizza et un buraliste ;
- deux garages automobiles et une société de taxis ;
- deux salons de coiffure ;
- différents entreprises de télécommunications et travaux publics ;
- et quelques autres...

### Agriculture
|               | 1988 | 2000 | 2010 | 2020 |
| ------------- | ---- | ---- | ---- | ---- |
| Exploitations | 11   | 5    | 3    | 5    |
| SAU (ha)      | 198  | 55   | 125  | 131  |

La commune est dans la « plaine de l'Albigeois et du Castrais », une petite région agricole occupant le centre du département du Tarn. En 2020, l'orientation technico-économique de l'agriculture  sur la commune est la culture de fleurs et/ou horticulture diverse. Cinq exploitations agricoles ayant leur siège dans la commune sont dénombrées lors du recensement agricole de 2020 (onze en 1988). La superficie agricole utilisée est de 131 ha,,.

## Culture locale et patrimoine

### Lieux et monuments
- L'église Saint-Louis de Valdurenque ;
- Le pont de Pélapoul sur la Durenque ;
- Le plateau du Causse (site protégé Natura 2000) ;
- Le château de Gaïx, ruines du XIe siècle et bâtisse Directoire toujours habitée par la famille de Blay de Gaïx.

## Vie pratique

### Service public
La commune possède un bureau de La Poste, est desservie par les lignes de bus gratuites Libellus, ainsi que par le réseau de ramassage des ordures ménagères de la communauté d'agglomération.

### Enseignement
Le groupe scolaire Jacques Cros assure l'enseignement public de la maternelle au primaire aux habitants de Valdurenque. Le collège public de zone est le collège de la Montagne Noire à Labruiguière. Les lycées publics sont ceux de la Borde Basse, Anne Veaute ou Le Sidobre à Castres ; Maréchal Soult ou Marie-Antoinette Riess à Mazamet.

### Activités sportives
- Association "Randoval" proposant des randonnées en nature depuis 1998 (affiliée à la FFRP) ;
- La MJC de Valdurenque, avec son club de football et son activité "yoga".

### Lieux publics
Dans la commune on trouve une salle des fêtes (capacité de 150 personnes), un gymnase, une MJC, une salle des Associations (voisine de la salle des fêtes), un boulodrome extérieur, et un stade municipal.

### Écologie et recyclage
Le ramassage des déchets est réalisé par la communauté d'agglomération et le village possède une station de lagunage construite en 1981. La commune s'est engagée dans la réhabilitation de l'ancienne décharge du Pioch de Gaix, pour limiter l'échappement de gaz à effet de serre et l'écoulement des lixiviats.
Valdurenque est concerné par le réseau de protection Natura 2000.

### Personnalités liées à la commune
Pas de personnalité connue liée à Valdurenque.